# Wladimir Kaminer

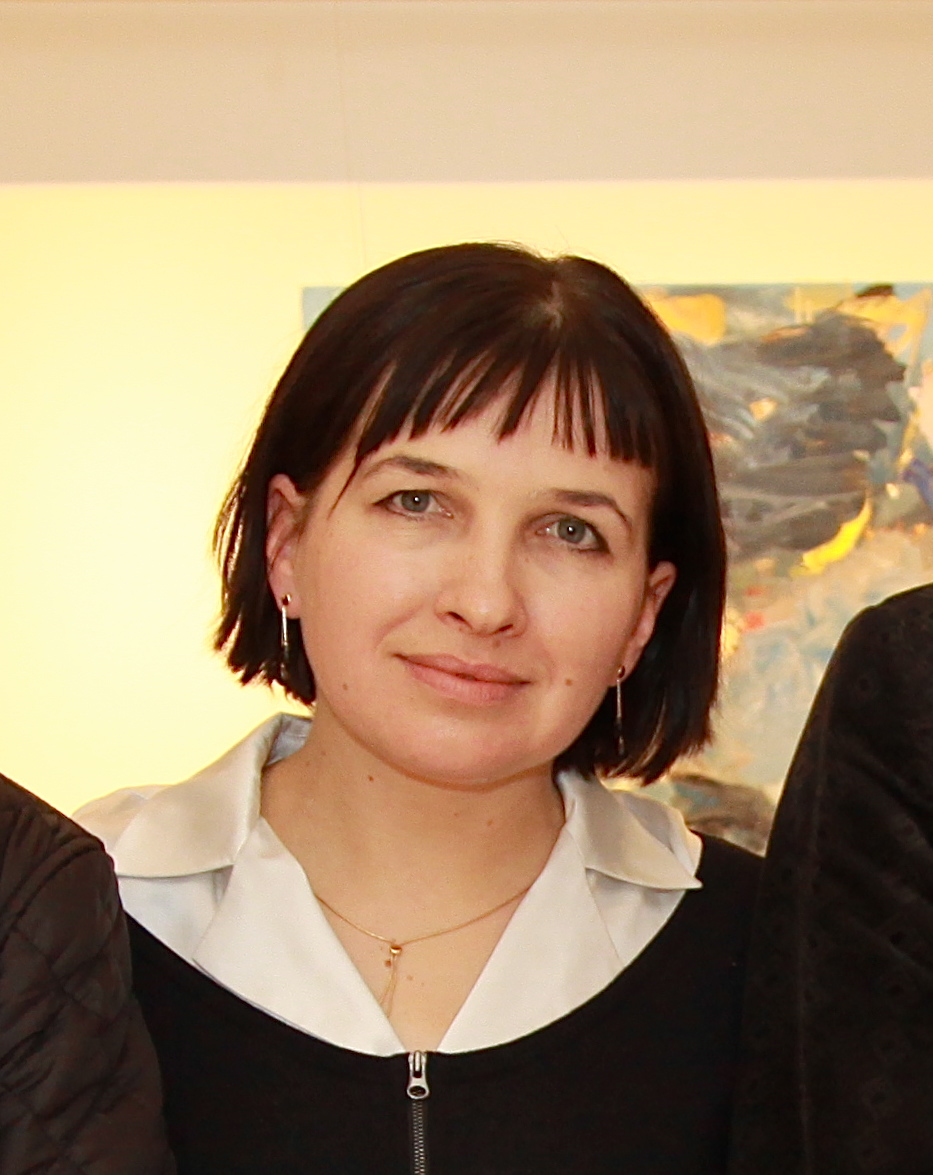
Olga Kaminer, manželka Wladimira Kaminera

Wladimir Kaminer (rusky Владимир Викторович Каминер; transkripce Vladimir Viktorovič Kaminer; * 19. července 1967, Moskva, SSSR) je německý novinář a spisovatel, ruského původu.

## Životopis
Narodil se v ruské židovské rodině. Jeho otec byl inženýrem, jenž pracoval ve státním podniku, orientujícím se na oblast vnitrozemské lodní dopravy, a matka Žanna je profesí vystudovanou inženýrkou v oboru strojírenství, jež si vydělávala na živobytí jako učitelka na technické škole. Wladimir vystudoval nejdříve obor zvukové inženýrství, se zaměřením na divadlo a rozhlas, a teprve posléze obor dramaturgie na Divadelní umělecké a technické vysoké škole v Moskvě (rusky Театральный художественно-технический колледж; TXTK).
V roce 1990 požádal, ještě před znovusjednocením Německa, jako uprchlík z Moskvy o udělení azylu v tehdejší Německé demokratické republice (německy DDR), jejíž občanství posléze obdržel stejně jako následně Spolkové republiky Německo (SRN).

### Osobní život
Wladimir Kaminer je ženatý a žije s rodinou v Berlíně. Se svojí paní, Olgou Kaminer, jež je rovněž ruského původu a spisovatelkou, se seznámil roku 1995 v Berlíně. Společně vychovávají dvě děti, Nicole a Sebastiana.

## Názory a postoje
- Wladimir Kaminer sám sebe označuje za velkého příznivce německé kancléřky Angely Merkelové (CDU).[13][14]
- Je kritikem politiky ruského prezidenta Vladimira Putina v kontextu tzv. Ukrajinské krize (Pozn.: Kaminerova teta ale anexi Krymu podporovala).[15]

## Publikační činnost

### Doposud nepřeložené knihy (výběr)
- Meine Mutter, ihre Katze und der Staubsauger: Ein Unruhestand in 33 Geschichten (2016)
- Diesseits von Eden: Neues aus dem Garten (2013)
- Schönhauser Allee: Lesung (2001)

### České překlady z němčiny
- Ruské disko (orig. Russendisko: Roman). 1. vyd. V Praze: Dauphin, 2011. 185 S. Překlad: Jiří Šamšula
- Cesta do Trulaly, aneb, Toulky vlastní hlavou (orig. Die Reise nach Trulala). 1. vyd. V Praze: Ikar, 2004. 157 S. Překlad: Jana Zoubková
- Vši svobody (orig. Militärmusik: Roman). 1. vyd. Praha: Ikar, 2003. 196 S. Překlad: Jana Zoubková